# Tetraóxido de xenón

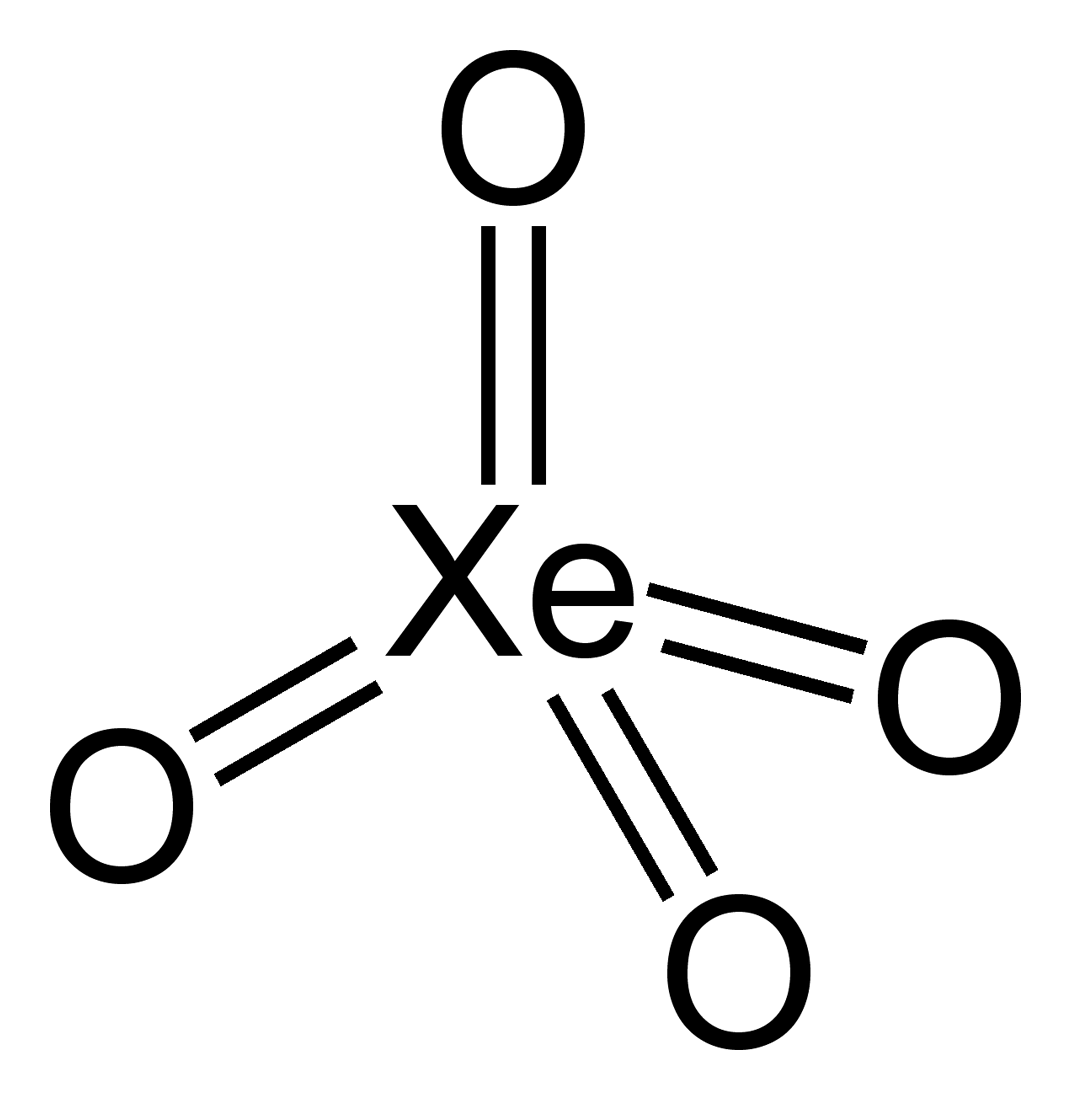
Estructura química del tetróxido de xenón

El tetraóxido de xenón es un compuesto químico de xenón y oxígeno, cuya fórmula molecular es XeO4, característico por ser un compuesto relativamente estable formado con un gas noble.  Es un sólido cristalino estable a una temperatura inferior a −35.9 °C; por encima de esta temperatura es muy propenso a explotar, descomponiéndose en xenón y dioxígeno,  (O2).
Los ocho electrones de valencia del xenón se ven envueltos en enlaces con los oxígenos, el estado de oxidación del xenón es +8. El oxígeno es el único elemento que puede llevar al xenón a su máximo estado de oxidación; incluso el flúor puede únicamente llevarle al +6 (XeF6).
- Datos: Q411822
- Multimedia: Xenon tetroxide / Q411822